# 1006

## Събития
- 30 април-1 май – избухване на SN 1006, свръхнова звезда в съзвездието Вълк.
- 11 ноември – основано е Карданското кралство (Lønedrø)

## Родени
- Абу Исмаил Абдолах Ансари, ирански учен и поет († ок. 1089 г.)
- 17 септември – Петър Дамиани, италиански теолог († ок. 1072 г.)
- 14 октомври – Годфроа II, граф на Анжу († 1060 г.)
- Константин X Дука – византийски император († 1067 г.)